# Max Williamson
Pour les articles homonymes, voir Williamson.

a Compétitions nationales et continentales officielles uniquement.

b Matchs officiels uniquement.
Dernière mise à jour le 22 septembre 2024.
Max Williamson, né le 5 août 2002 à Glasgow (Écosse), est un joueur écossais de rugby à XV qui joue au poste de deuxième ligne aux Glasgow Warriors en United Rugby Championship.

## Biographie

### Jeunesse et formation
Max Williamson naît le 5 août 2002 à Glasgow, en Écosse. Il commence à jouer au rugby à XV à l'âge de quatre ans avec le Stirling County RFC, puis rejoint la Dollar Academy (en). Il est recruté par les Glasgow Warriors en 2020, dans le cadre de la Scottish Rugby Academy (en). Puis, il rejoint leur centre de formation et s'y engage définitivement lorsqu'il signe son premier contrat professionnel avant le début de la saison 2022-2023.
Pendant sa formation, Max Williamson passe par plusieurs sélections écossaises de jeunes, jouant avec les moins de 16 et de 17 ans,.
Durant l'année 2021, il joue quelques matchs avec l'équipe réserve des Glasgow Warriors, où il impressionne par ses performances,. Il est aussi sélectionné pour la première fois avec l'équipe d'Écosse des moins de 20 ans pour le Tournoi des Six Nations des moins de 20 ans 2021 et joue les cinq matchs du tournoi. L'année suivante, il est convoqué pour le Tournoi des Six Nations des moins de 20 ans 2022 puis les Six Nations Summer Series.

### Carrière professionnelle
En première partie de saison 2022-2023, Max Williamson est prêté aux London Scottish, pour un prêt à court terme. Dès son retour, il est dans la foulée renvoyé en prêt, cette fois aux Doncaster Knights, pour la deuxième partie de la saison.
Ces deux prêts bénéfiques en deuxième division anglaise lui permettent d'intégrer l'effectif de son club formateur pour la saison 2023-2024 et de prolonger son contrat de deux ans. Il commence la saison sans être utilisé par son entraîneur, avant de faire ses débuts le 18 novembre 2023, entrant en jeu contre le Benetton Trévise,. À partir de ce match, il entre régulièrement en jeu jusqu'au mois de janvier où il devient un titulaire régulier, après avoir notamment pris cinq kilos, passant de 117 kg à 123 kg. Cette rapide progression lui permet d'être appelé pour la première fois de sa carrière en équipe d'Écosse par Gregor Townsend afin de s'entraîner avec la sélection durant le Tournoi des Six Nations 2024. Il ne participe cependant à aucune rencontre du tournoi. Williamson fait ensuite son retour en club, continue sa progression et marque le premier essai de sa carrière lors de la douzième journée de championnat contre Cardiff. Par la suite, les Glasgow Warriors éliminent successivement les Stormers puis le Munster et se qualifient pour la finale où ils affrontent les Sud-Africains des Bulls. Malade, il ne peut pas participer à cette finale qui voit son équipe l'emporter face aux Sud-Africains sur le score de 21 à 16, remportant la compétition pour la deuxième fois de son histoire après 2015,.
À la fin de cette saison, il est élu comme étant la révélation de son club cette saison et est même comparé à Bakkies Botha grâce à son physiques et ses performances, rappelant le Sud-Africain,.
En juin 2024, Max Williamson est de nouveau appelé avec le XV du Chardon, cette fois pour préparer la tournée d'été en Amérique.

## Palmarès
- Glasgow Warriors
  - Vainqueur du United Rugby Championship en 2024